# Teatro Libero (Palermo)

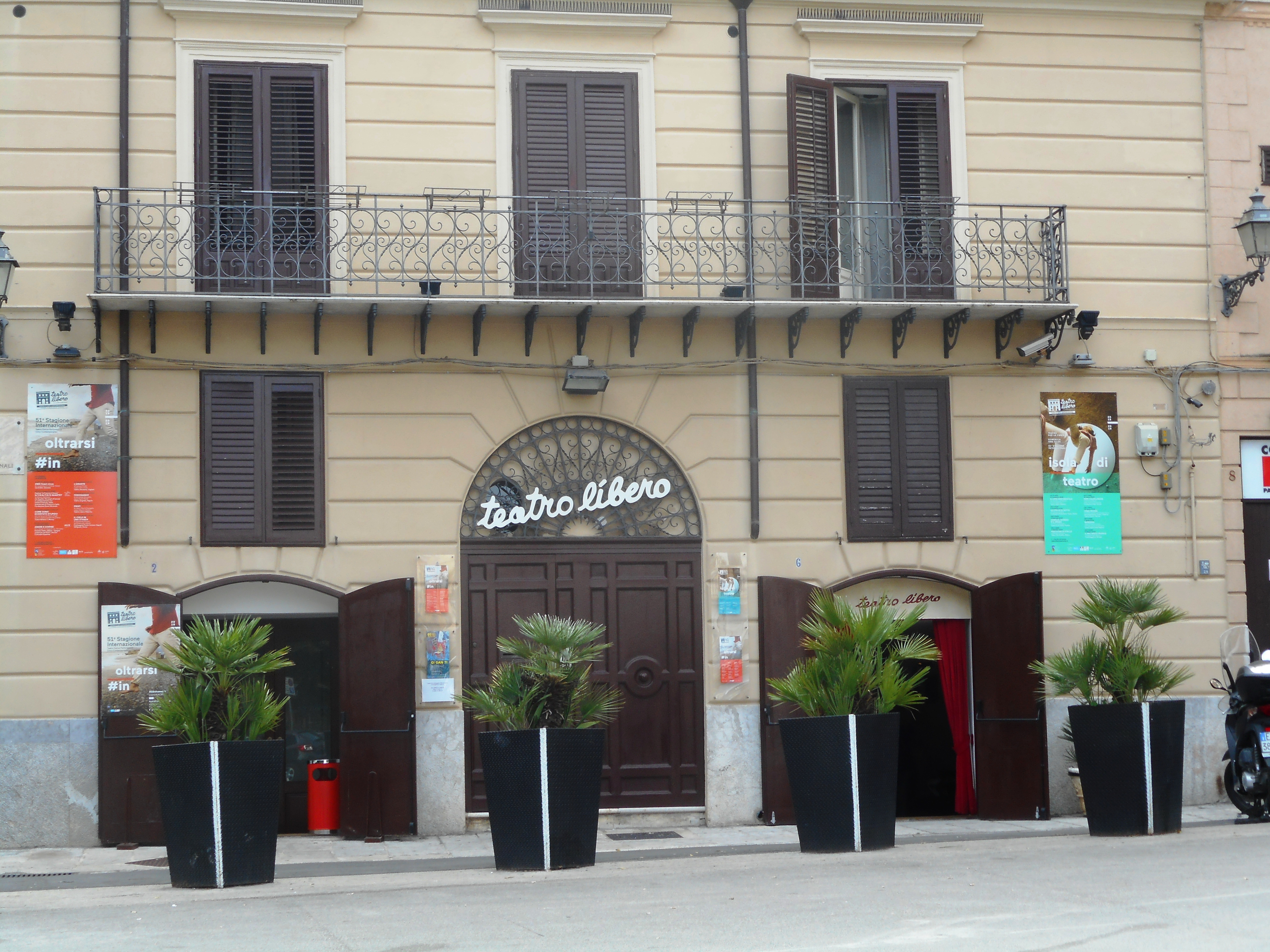
Teatro Libero

Il teatro Libero è un teatro di Palermo.
Il teatro nacque nel 1968 ma ebbe una storia travagliata. Infatti cambiò sede più volte, raggiungendo l'attuale locazione solo nel 1999; si trova in pieno centro a Palermo e si tratta dell'ex loggiato della chiesa di Santa Maria dei Miracoli, l'edificio originario è del '500.
Al suo interno vengono rappresentati spettacoli sperimentali.